# Можжевельник полушаровидный
Можжевельник полушаровидный (лат. Juniperus semiglobosa) — вид растений рода Можжевельник семейства Кипарисовые.
Обычно образует самостоятельный древостой, иногда образует смешанные леса с можжевельником зеравшанским, Abies pindrow, Cedrus deodara, Picea schrenkiana, Pinus wallichiana и др.

## Описание
Светолюбивое, нетребовательное к почве и влаге раскидистое дерево высотой до 10 метров со слегка свисающими молодыми побегами и веточками. Тонкие, диаметром до 1 мм, побеги имеют светло-зелёный цвет. Размножающееся семенами двудомное растение.
Листья
Чешуевидные туповатые листья с продолговатой, обычно овальной смоляной желёзкой. Форма листьев ромбическоя или яйцевидно-ромбическая, длина — 1,5—3 мм.
- Отдельное дерево
- Древостой
- Цветущая веточка

Стробилы
Шишки размером 5,5—8 мм в длину и 6—10 мм в диаметре, черного цвета, с беловатым налётом, имеют от 4 до 6 чешуйек. Форма шишек приближается к шаровидной или почти шаровидной — верхушки могут быть плоско усечены и даже иметь выемку. Шишка содержит от двух до четырёх уплощённых семян с бороздками по бокам. Размер семян примерно 5 мм на 4 мм.